# Sao biển đuôi rắn
Sao biển đuôi rắn hay còn gọi là sao biển giòn (Danh pháp khoa học: Ophiuroidea) là loài động vật da gai trong lớp Ophiuroidea có họ hàng gần với sao biển.